# Харківські асамблеї

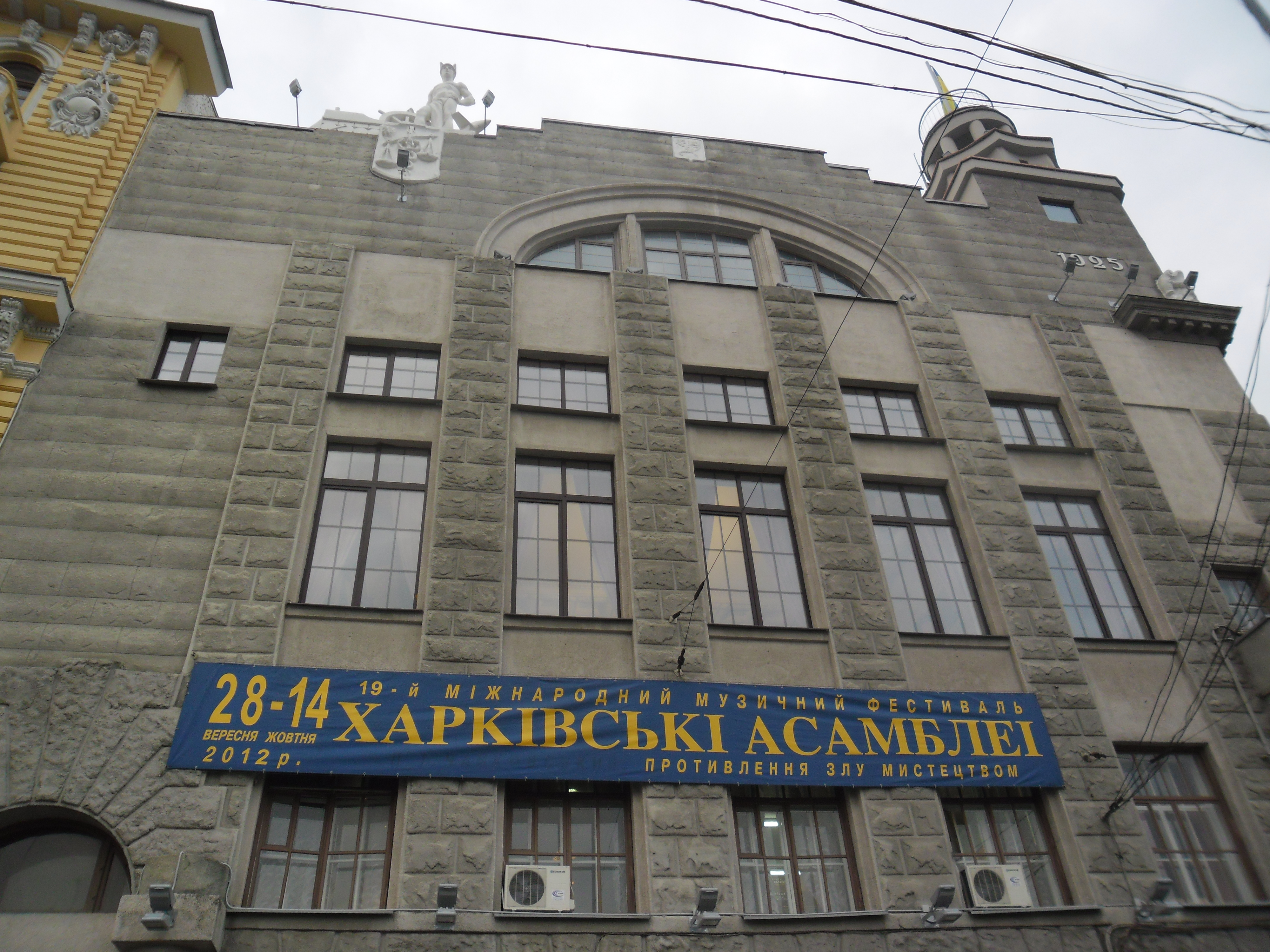

Міжнародний музичний фестиваль «Харківські асамблеї» — мистецький форум України, що втілює ідеї єднання людства за допомогою класичної музики. Музичний марафон щороку триває від двох до чотирьох тижнів, протягом яких відбуваються концерти за участі визначних українських та іноземних музикантів, а також студентів та викладачів ХНУМ імені І. П. Котляревського, майстер-класи знаних виконавців світового рівня. Харків — культурну столицю східної України — не можна уявити без щорічного музичного свята «Харківські асамблеї», свята, що зі свого започаткування у 1991 році стало символом стабільності та надії.

## Історія
Ініціатор створення фестивалю та його художній керівник — Тетяна Вєркіна, народна артистка України, професор, кандидат мистецтвознавства, ректор Харківського національного університету мисцтетв імені І. П. Котляревського, почесний громадянин міста Харкова. 
Головна мета Асамблей — просвітницька діяльність та інтеграція українського музичного мистецтва в європейський простір. Тож, «героєм» фестивалю кожного року обирається Митець, чия художня діяльність та громадська позиція найбільш відповідають актуальним для суспільства викликам. У різні роки це була творчість В. А. Моцарта, Ф. Шуберта, Ф. Мендельсона-Бартольді, Р. Шумана, Ф. Ліста, Г. Персела, Й. С. Баха, А. Вівальді, Д. Скарлатті, Л. Бетховена, Й. Брамса, М. Глінки, Г. Берліоза, П. Чайковського, Й. Гете, І. Слатіна, Й. Гайдна, І. Котляревського, братів Антона та Миколи Рубінштейнів… Саме на фестивалі «Харківські асамблеї» вперше в Україні були виконані всі концерти Й. С. Баха для кількох клавірів, всі симфонії Ф. Мендельсона, деякі твори А. Брукнера, Й. Гайдна, Г. Генделя, Л. Бетховена…
Від дня заснування «Харківські асамблеї» виступають ініціатором створення мистецькіх форумів, орієнтованих на підтримку та розкриття потенціалу творчої молоді, на збереження та примноження кращих традицій класичної мистецької освіти. В певний час до концерьглї програми фестивалю додалися: відкритий конкурс молодих музикантів-виконавців та композиторів «Харківські асамблеї» для випускників музичних коледжів та спеціалізованних музичних шкіл, міжнародний конкурс музичного мистецтва «Харківські асамблеї», в якому беруть участь особи з вищою мистецькою освітою віком до 40 років включно, Всеукраїнський форум «Стратегії культурної політики України», Міжнародний конкурс виконавців на класичній гітарі «ГітАрт», наукові конференції та симпозіуми…

## Склад

### Виконавці
З 1991 року на афішах «Харківських асамблей» з'являються імена виконавців із всесвітньою відомістю — народні артисті Росії Наум Штаркман, Михаіл Плєтньов, Тетяна Грінденко і «Ансамбль старовинної музики», Валерій Аліев, Віктор Пікайзен, Ігор Гавриш, Лев Шугом, Павел Єгоров (Росія), ансамбль «Red Priest», Якоб Харінгам, Карен Радкліфф, Майкл Белл, Джоан Роджерс, Даррен Джеффрі, Грехем Скотт (Велика Британія), Петер Ланг, Манфред Майєрхофер (Австрія), Шарлотта Хоффманн, Беата Вестеркамп, Хайнріх Вальтер, Норберт Орт, Борис Блох, Герлінде Отто, Андреас Штайер, Вольфганг Манц, Крістіан Хільц, Карстен Еккерт, Габріель Розенберг, Ютта Бьонерт, Ріхард Реш, Петер Розенберг, Юлія Ремпе, Євген Ліфшиц (Німеччина), Мартін Борнус-Щетиньскі (Польща), Франсуа Шаплен, Пьєр-Стефан Меже, Емануель Штроссер, Рафаель Олег, Олександр Брусиловський, Жан-П'єр Беррі, Жерар Метрайє (Франція), Джованні Умберто Баттел, Франческо Аттесті (Італія), Балаж Соколаї (Угорщина), Ратімір Мартінович (Сербія), Клауді Арімані, Юрій Насушкін, Лідія Стратулат (Іспанія), Деніс Сєвєрін, Тетяна Корсунська, (Швейцарія), Роман Рєзнік, Дельфін Константін Резнік (Норвегія), Пауліна Тукіайнен (Фінляндія).
Харківські оркестри змогли працювати з такими диригентами, як Сергій Скрипка, Дмитро Лісс (Росія), Буркхард Ремпе, Гвідо Румштадт (Німеччина), Девід Ллойд-Джоунс, Крістофер Гейфорд, Тімоті Рейніш, Рейчел Янг (Велика Британія), Урс Шнайдер (Швейцарія), Лоран Кампелон (Франція), Юрій Насушкін (Іспанія), Антоніо Лізаррага (Мексика-Австрія), Челсо Антуньєс (Бразилія-Німеччина).
Також на фестивалі виступали студенти і викладачі університетів Лондона, Кіля, Ваймара, Нюрнберга, Фрайбурга, Берліна, Ванкувера, Венеціанської, Московської, Санкт-Петербурзької консерваторій.

### Вчені
У наукових симпозіумах та конференціях у рамках фестивалю виступали, зокрема  Тарас Кравцов, Марина Черкашина-Губаренко, Зінаїда Юферова, Неоніла Очеретовська, Юрій Хохлов, Катерина Царьова, Костянтин Зєнкін, Олександр Демченко та ін.

## Тематика фестивалів по роках
- 1991 Дні Моцарта в Харкові.
- 1992 Бароко і XX століття.

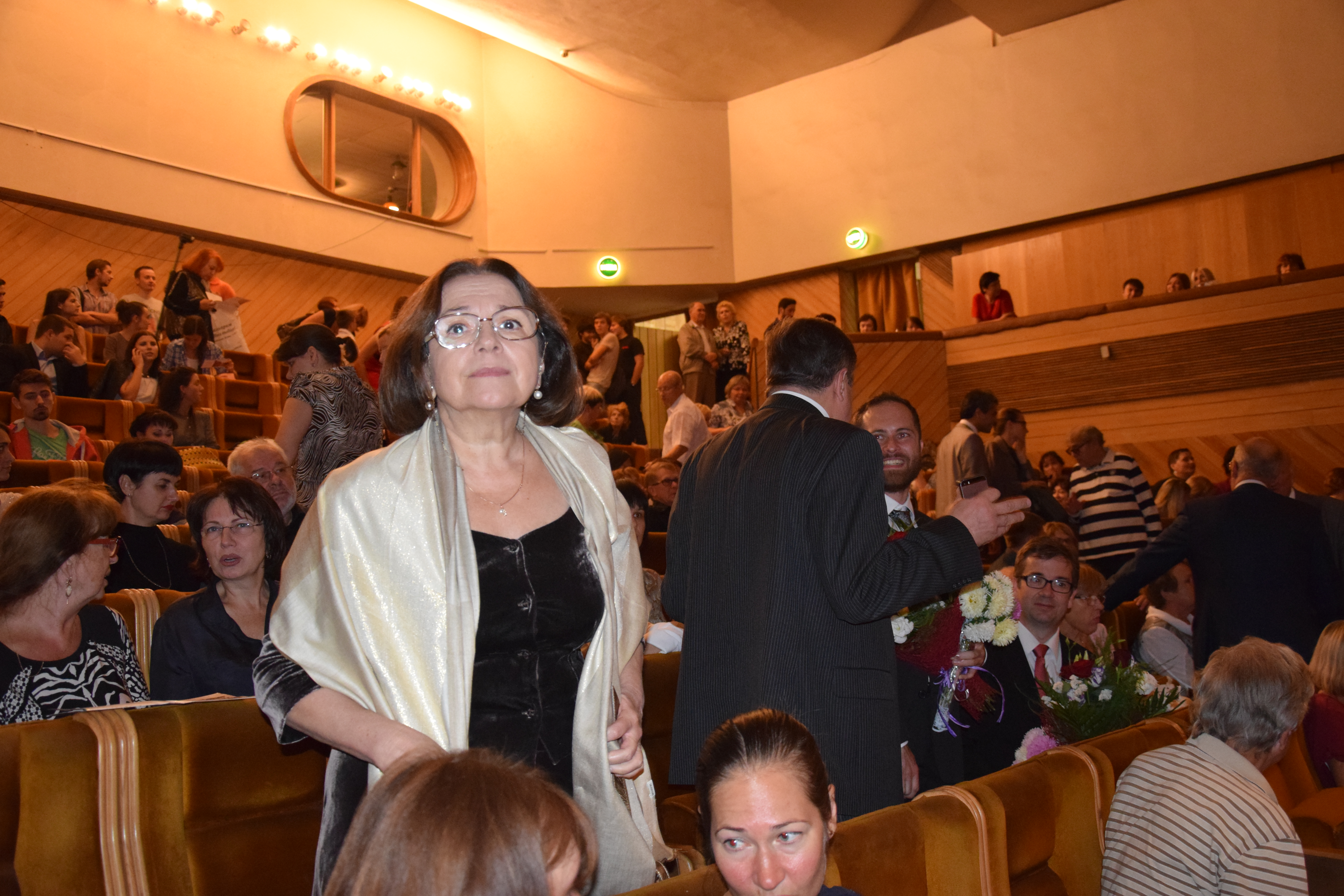
Т. Вєркіна на відкритті фестивалю «Харківскі асамблеї-2015»

- 1993 Шуберт та український романтизм.
- 1994 Мендельсон та традиції музичного професіоналізму.
- 1995 Шуман та мистецька молодь.
- 1997 Ференц Ліст і традиції професійної музичної освіти.
- 1999 Генрі Перселл — синтез інтелекту та краси.
- 2001 Бах, Бетховен, Брамс — символи людської гідності та духу.
- 2002 Михайло Глінка та світова культура.
- 2003 Гектор Берліоз. Музичний Париж як центр європейської культури XIX сторіччя.
- 2004 П. І. Чайковський. Противлення злу мистецтвом.
- 2005 Гете в музиці світу.
- 2006 Ілля Слатин. До 135-річчю професійної музичної освіти на Слобожанщині.
- 2007 90 років Харківському державному університету мистецтв ім. І. П. Котляревського.
- 2008 Від Мендельсона до Лисенка: резонанс культур.
- 2009 Гайдн та Котляревський: мистецтво оптимізму.
- 2010 Брати Рубінштейн та консерваторське братство.
- 2011 Моцарт знову та назавжди.
- 2012 Граємо разом!
- 2013 Антоніо Вівальді в аурі музичних ювілеїв року.
- 2014 Л. ван Бетховен. «Людина — міра всіх речей».
- 2015 Гендель — Бах — Скарлатті: барочні опори людяності.
- 2016 Фелікс Мендельсон: магія еднання.
- 2017 100 років ХНУМ імені І. П. Котляревського: традиції, інновації майбутнє.
- 2018 Клара Шуман. Жінка в мистецтві — Муза, майстерність, легенда.
- 2019 Котляревський-250: особистість на перехресті культур.
- 2020 Бетховен-250: "Будьте мужні, міліони!"

## Друковані видання Фестивалю
- Харківські асамблеі. Міжнародний музичний фестиваль 1992 р. «Бароко та XX століття». Збірка матеріалів / Упорядник Г. І. Ганзбург. — Харків, 1992.
- Харківські асамблеї. Міжнародний музичний фестиваль 1993 р. «Шуберт та український романтизм». Збірка матеріалів / Упорядник Г. І. Ганзбург. — Харків, 1993. — 132 c.
- Харківські асамблеї. Міжнародний музичний фестиваль 1994 р. «Ф.Мендельсон-Бартольді та просвітництво». Збірка матеріалів / Упорядник Г. І. Ганзбург. — Харків, 1994. — 148 c.
- Шуберт и шубертианство. Сборник материалов научного музыковедческого симпозиума. / Сост. Г. И. Ганзбург. — Харьков, 1994. — 120 c.
- Ф. Мендельсон-Бартольди и традиции музыкального профессионализма: Сборник научных трудов / Сост. Г. И. Ганзбург. — Харьков, 1995. — 172 с.
- Харківські асамблеї-1995. Міжнародний музичний фестиваль «Роберт Шуман і мистецька молодь»: Збірка матеріалів / Упорядник Г. І. Ганзбург. — Харків, 1995. — 160 с.
- Роберт Шуман и перекрестье путей музыки и литературы: Сб. науч. трудов. / Сост. Г. И. Ганзбург. — Харьков: РА — Каравелла, 1997. — 272 c. ISBN 966-7012-26-3.
- Ференц Лист и проблемы синтеза искусств: Сб. научных трудов / Сост. Г. И. Ганзбург. Под общей ред. Т. Б. Веркиной. — Харьков: РА — Каравелла, 2002. — 336 с. ISBN 966-7012-17-4
- Моцарт снова и навсегда. 1992—2011: К 20-летию международного фестиваля классической музыки / Автор-сост. Ю. Николаевская. — Харьков, 2011. — 64 с.
- ХХ Международный музыкальный фестиваль «Харьковские ассамблеи — противление злу искусством»: Антонио Вивальди в ауре музыкальных юбилеев года / Авт.-сост. Ю. Николаевская. — Харьков: С. А. М., 2013. — 80 c.

## Фонд
Благодійний фонд «Харківські асамблеї» існує з 2012 року, бере участь в організації концертів, музичних конкурсів, майстер-класів, наукових конференцій.